# Frederick Pearson Treadwell

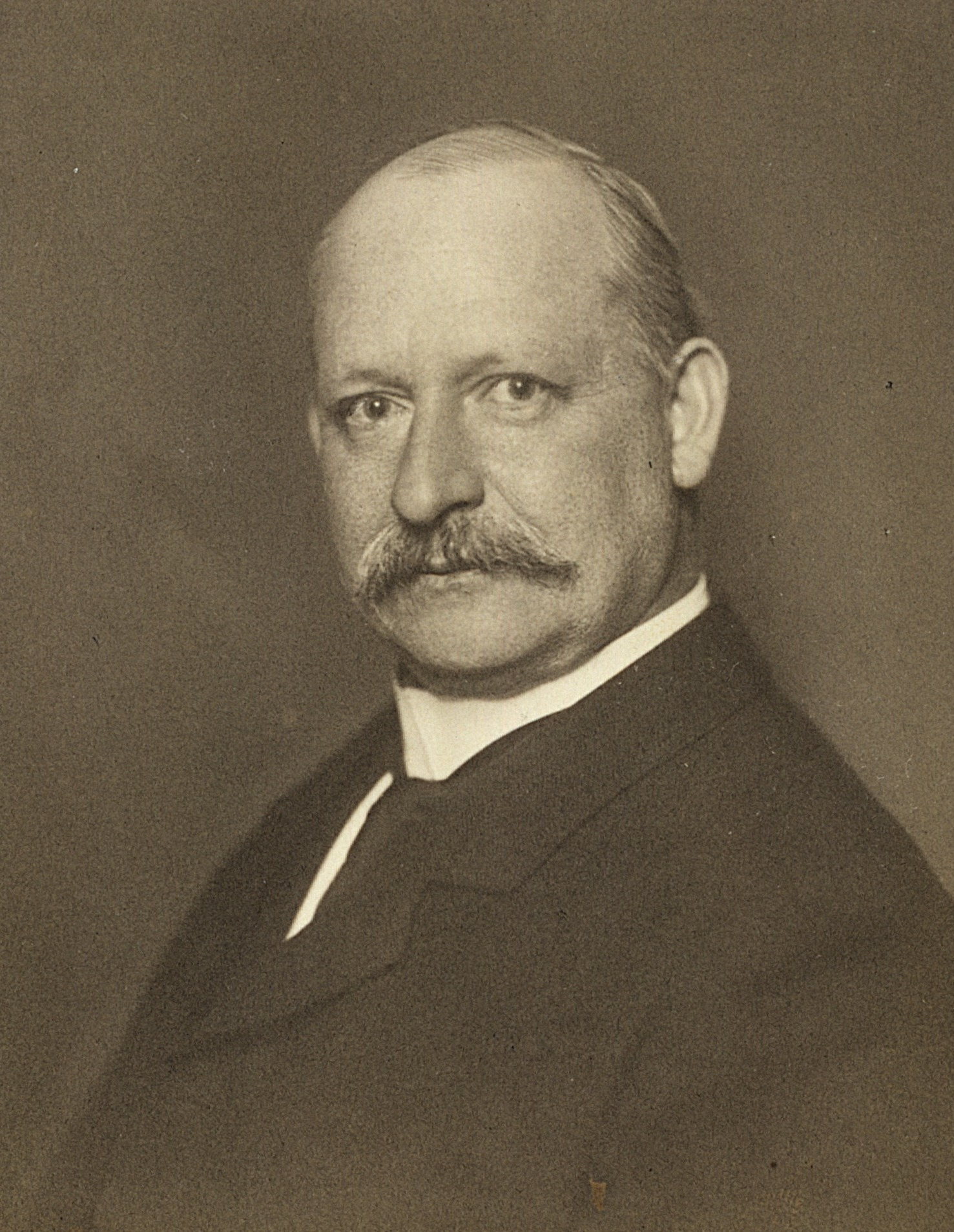
Frederick Pearson Treadwell

Frederick Pearson Treadwell, auch Frédéric, (* 5. Februar 1857 in Portsmouth (New Hampshire); † 24. Juni 1918 in Zürich) war ein amerikanisch-schweizerischer Chemiker.

## Leben
Treadwell wuchs als Sohn eines amerikanischen Handelsschiffskapitäns auf, der ihn zum Studium nach Europa schickte. Nach Sprachstudien in Gotha studierte Treadwell von 1875 bis 1878 Chemie in Heidelberg, wurde dort bei Robert Bunsen promoviert und war anschließend bei ihm als Assistent tätig.
1881 wechselte Treadwell nach Zürich und arbeitete unter Viktor Meyer. Er wurde 1882 Privatdozent und 1884 zum Honorarprofessor ernannt, war insbesondere im Bereich der analytischen Chemie tätig und erhielt 1893 eine ordentliche Professur für analytische Chemie an der ETH Zürich. Treadwell verfasste ein viel verwendetes Lehrbuch der Analytischen Chemie. Er erlangte 1905 in Zürich die Schweizer Staatsbürgerschaft.
Zunächst befasste er sich mit Organischer Chemie (zum Beispiel Synthese von Nitrosoketonen) und ab Anfang der 1880er Jahre mit Analytik. Er entwickelte ein Nachweisverfahren für Chromionen, befasste sich mit Gasanalytik und verbesserte die Verfahren zur Schwefelbestimmung. 1900 fand er ein Verfahren zum gleichzeitigen Nachweis von Nickel und Cobalt und deren Trennung.
Sein Sohn William Dupré Treadwell war auch ein bekannter Analytiker und sein Nachfolger von der ETH Zürich.

## Schriften
- Kurzes Lehrbuch der analytischen Chemie. 2 Bände. Berlin, 4. und 5. vermehrte und verbesserte Auflage, 1907–1911. urn:nbn:de:hbz:061:2-22890 Weitere Auflage (Lehrbuch der analytischen Chemie) Leipzig/Wien 1935.
- Tabellen zur qualitativen Analyse. 8. Auflage. Leipzig 1918, urn:nbn:de:hbz:061:2-32464 (zuerst 1884 mit Viktor Meyer).
- Qualitative Analysis, 1899.
- Quantitative Analyse, 1901.